# Metoda (imię)
Metoda – imię żeńskie pochodzenia greckiego, żeński odpowiednik imienia Metody. Wywodzi się od słowa methodos - "kroczący właściwą drogą".
Metoda imieniny obchodzi 7 lipca.